# Coelioxys chola
Coelioxys chola är en biart som beskrevs av Holmberg 1916. Coelioxys chola ingår i släktet kägelbin, och familjen buksamlarbin. Inga underarter finns listade i Catalogue of Life.